# Menhir de la Roche Piquée (La Gacilly)
La Roche Piquée est un menhir situé à La Gacilly, dans le Morbihan en France.

## Historique
Le site est classé par arrêté du 22 décembre 1932 selon les critères « Artistique, Pittoresque,  Scientifique, Historique et Légendaire ».

## Description
Le menhir a été dressé sur une ligne de crête. Il est constitué d'un bloc de poudingue. Il mesure 5 m de hauteur pour une largeur maximale de 2 m avec une base en forme de losange.